# NGC 5667
NGC 5667 é uma galáxia espiral barrada (SBc) localizada na direcção da constelação de Draco. Possui uma declinação de +59° 28' 13" e uma ascensão recta de 14 horas, 30 minutos e 22,7 segundos.
A galáxia NGC 5667 foi descoberta em 17 de Abril de 1789 por William Herschel.